# Terceira Rift
Terceira Rift er en geologisk kløft, der ligger midt i øgruppen Azorerne i Atlanterhavet. Den løber mellem Azorerne Triple Junctionen mod vest og Azorerne-Gibraltar forkastningen mod sydøst. Den adskiller den eurasiske plade mod nord fra den afrikanske plade mod syd. Terceira Rift er opkaldt efter øen Terceira, som den passerer igennem. Den krydser Terceira-øen som en fremtrædende øst-sydøst - vest-nordvest sprækkezone.

## Geologi
Terceira Rift er 550 km lang, og repræsenterer verdens langsomste spredningscenter, med pladedivergens på 2-4 mm/år. Den udviklede sig fra en forkastning og fungerer nu som et hyper-langsomt spredningscenter, som det erkendes af den relative bevægelse mellem de afrikanske og eurasiske plader. Der er en stærk lighed mellem Terceira Rift og andre ultra- eller super-langsomt spredene højdedrag, såsom Gakkel Rift og de sydvestindiske højderygge. Især høje skråværdier på 40°–65° og en magmatisk segmenteringsbølgelængde på 100 km, ligner andre meget langsomme sprækker. Langs riften er der 1000-2200 m dybe og 30-60 km brede riftdale, svarende til den Midtatlantiske rygs median-dal. Denne uregelmæssighed menes at skyldes sprækkens forbindelse med Azorernes hotspot, i kombination med langsomme spredningshastigheder. Langsom spredning resulterer i en stærk og tyk aksial elastisk plade og langsommere vulkanske ekstruderinger fra riftzonen, hvilket resulterer i høj topografi, når den smeltes sammen med hot-spot-relateret vulkanisme. Den store mængde vulkanisme, der er forbundet med hotspottet, er hovedsageligt kontrolleret af regional udvidelse mellem Afrika og Eurasien, som indikeret ved pauser med  forlængelsesbrud. Ydermere er størstedelen af inter-pladedeformation fokuseret på Terceira Rift, selvom et klart deformationsmønster endnu ikke er blevet anerkendt.